# Дача (Донецкая область)
Да́ча (укр. Дача) — село в Светлодарской городской общине Бахмутского района Донецкой области Украины.
Население по переписи 2001 года составляет 39 человек. Почтовый индекс — 84572. Телефонный код — 6274.
С августа 2022 года оккупировано ВС РФ.